# جيمس واتسون لوبيز
جيمس واتسون لوبيز (بالإنجليزية: James Lopez Watson)‏ (و. 1922 – 2001 م) هو محامي، وقاضي، وسياسي من الولايات المتحدة الأمريكية . ولد في مدينة نيويورك . تولى منصب عضو مجلس ولاية نيويورك .
وهو عضو في الحزب الديمقراطي الأمريكي .

## التعليم
تعلم في جامعة نيويورك.

## جوائز وترشيحات
حصل على جوائز منها:
- Purple Heart.